# Fernsehliebling
Der Fernsehliebling war ein Publikumspreis des DDR-Fernsehens, der mit Unterbrechungen zwischen 1962 und 1988 verliehen wurde.

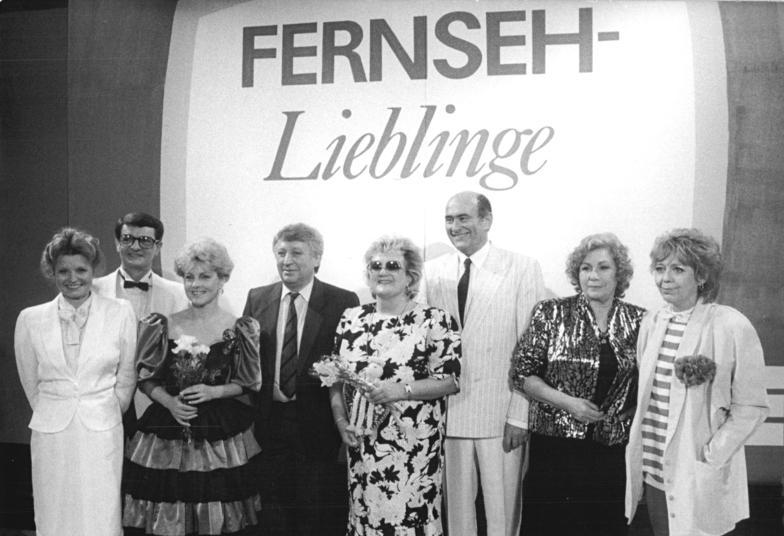
Preisverleihung „Fernsehlieblinge“ 1987 in Gera – 3. v. l. Kusch-Lück

## Geschichte
Die Leser der Berliner Zeitung sowie der einzigen DDR-Fernsehzeitung FF dabei wählten in verschiedenen Kategorien (Schauspiel, Moderator, Ansage, Unterhaltung u. a.) die ihrer Meinung nach beliebtesten Fernsehgesichter.
Bei einer großen Gala, die zur Hauptsendezeit im Ersten Programm des DDR-Fernsehens ausgestrahlt wurde, präsentierten wechselnde Moderatoren die Verleihung der Preise.
Mit 17 Auszeichnungen als Fernsehliebling ist der Sport-Reporter Heinz Florian Oertel in der Gesamtwertung an erster Stelle. 10 Auszeichnungen erhielt der Schlagersänger Frank Schöbel, und 8 Trophäen wurden Entertainerin Petra Kusch-Lück verliehen. Hoch in der Gunst des Publikums standen auch die landesweit bekannten Komiker und Kabarettisten wie etwa O. F. Weidling, Rolf Herricht oder Helga Hahnemann.
Zwischen 1965 und 1969 wurde auch Karl-Eduard von Schnitzler, bekannt durch seine Politsendung Der schwarze Kanal, fünfmal in Folge zum Fernsehliebling gekürt. Auch der Nachrichtensprecher Klaus Feldmann, der die vom Staat kontrollierte Aktuelle Kamera verlas, wurde 14-fach vom Publikum gewählt. Unter den letzten Preisträgern, die 1989 in einer von Dagmar Frederic moderierten Galashow geehrt wurden, war auch Carmen Nebel.